# Халясавей
Халясаве́й (рос. Халясавэй) — село у складі Пурівського району Ямало-Ненецького автономного округу Тюменської області, Росія. Адміністративний центр та єдиний населений пункт Халясавейського сільського поселення.
Населення — 866 осіб (2017, 775 у 2010, 651 у 2002).
Національний склад станом на 2002 рік: ненці — 71 %.